# Poecilodryas cerviniventris
Poecilodryas cerviniventris е вид птица от семейство Petroicidae.

## Разпространение
Видът е разпространен в Австралия.